# Tanjungtiram
Tanjungtiram är en ort i Indonesien.   Den ligger i provinsen Sumatera Utara, i den västra delen av landet, 1 500 km nordväst om huvudstaden Jakarta. Tanjungtiram ligger 2 meter över havet och antalet invånare är 25 118.
Terrängen runt Tanjungtiram är mycket platt. Havet är nära Tanjungtiram åt nordost.  Närmaste större samhälle är Pangkalan Brandan, 11,0 km väster om Tanjungtiram. 